# Threshold (álbum)
Threshold es el sexto álbum de estudio de la banda sueca de power metal HammerFall, publicado en el año 2006 por el sello Nuclear Blast.
Lista de canciones
| N.º | Título                   | Escritor(es)                  | Duración |  |
| 1.  | «Threshold»              | Oscar Dronjak, Joacim Cans    | 4:45     |  |
| 2.  | «The fire burns forever» | Dronjak, Cans                 | 3:22     |  |
| 3.  | «Rebel inside»           | Dronjak                       | 5:34     |  |
| 4.  | «Natural high»           | Dronjak, Cans                 | 4:16     |  |
| 5.  | «Dark wings, dark words» | Dronjak, Cans                 | 5:02     |  |
| 6.  | «Howlin' with the 'pac»  | Dronjak, Cans                 | 4:06     |  |
| 7.  | «Shadow empire»          | Dronjak, Cans, Stefan Elmgren | 5:15     |  |
| 8.  | «Carved in stone»        | Dronjak, Cans                 | 6:13     |  |
| 9.  | «Reign of the hammer»    | Elmgren                       | 2:50     |  |
| 10. | «Genocide»               | Dronjak, Cans, Elmgren        | 4:43     |  |
| 11. | «Titan»                  | Dronjak, Cans                 | 4:24     |  |

Bonus tracks edición Japonesa:
12. "The fire burns forever SP"
13. "Raise the hammer" (live)
FORMACIÓN:
Joacim Cans - Voz
Oscar Dronjak - Guitarra y voz
Stefan Elmgren - Guitarra y voz
Magnus Rosén - Bajo
Anders Johansson - Batería

## Dato curioso
La canción "Genocide" fue vetada de Youtube.[cita requerida]